# Bel-Air-Val-d’Ance
Bel-Air-Val-d’Ance – gmina we Francji, w regionie Oksytania, w departamencie Lozère. W 2013 roku liczba ludności wynosiła 543 mieszkańców. 
Gmina została utworzona 1 stycznia 2019 roku z połączenia dwóch ówczesnych gmin: Chambon-le-Château oraz Saint-Symphorien. Siedzibą gminy została miejscowość Chambon-le-Château. 